# Каливия Дримица
Каливия Дримица (на гръцки: Καλύβια Δριμήτσα, в превод Колиби Дримица) е бивше село в Егейска Македония, Гърция, дем Дион-Олимп в административна област Централна Македония.

## География
Селото се е намирало близо до Кондариотиса.

## История
Селото е регистрирано за пръв път в 1920 година като част от община Кондариотиса. В гръцка енциклопедия пише:
| „ | Дримица Каливия и Каливия Дримица. С[ело] в епархия Пиерия (Катерини) на ном Солун, община Кундуриотиса, доста планинско и подходящо за зърно, зехтин, вино и животновъдство, с основно училище и 192 жители (1928) земеделци и овчари. | “ |

Закрито е в 1940 година.
| Година    | 1913 | 1920 | 1928 | 1940 | 1951 | 1961 | 1971 | 1981 | 1991 | 2001 | 2011 | 2021 |
| --------- | ---- | ---- | ---- | ---- | ---- | ---- | ---- | ---- | ---- | ---- | ---- | ---- |
| Население |      | 183  | 192  |      |      |      |      |      |      |      |      |      |